# Rudolf Friedrich
Rudolf Friedrich (ur. 4 lipca 1923, zm. 15 października 2013 w Winterthur), polityk szwajcarski.
8 grudnia 1982 został wybrany na członka szwajcarskiej Rady Związkowej (rządu) z ramienia Partii Wolnych Demokratów. Zastąpił Fritza Honeggera i objął od stycznia 1983 resort sprawiedliwości i policji. Ze względu na stan zdrowia zrezygnował z funkcji w Radzie Związkowej już w październiku 1984, a jego następczynią została Elisabeth Kopp, pierwsza kobieta w rządzie szwajcarskim.